# Franziska Augstein

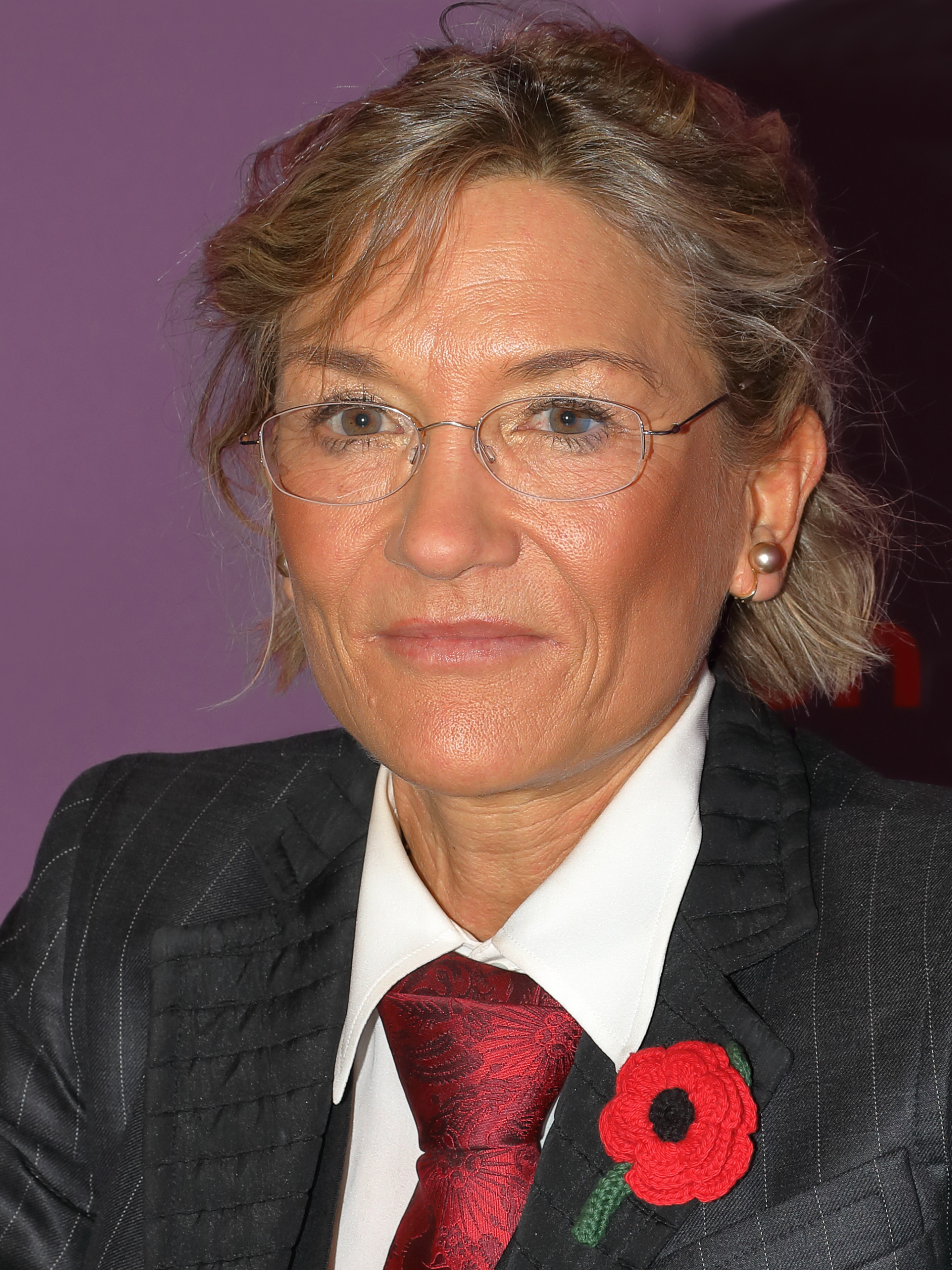
Franziska Augstein auf der Buch Wien 2024

Hannah Franziska Augstein (* 18. September 1964 in Hamburg) ist eine deutsche Journalistin.

## Werdegang
Franziska Augstein – Tochter des Spiegel-Herausgebers Rudolf Augstein (1923–2002) und der Übersetzerin Maria Carlsson (* um 1937) – studierte von 1983 bis 1986 Geschichte, Politik und Philosophie an der Freien Universität Berlin, u. a. bei Ernst Nolte, Hagen Schulze, Michael Theunissen und Ernst Tugendhat. Nach der Zwischenprüfung erhielt sie eine befristete Anstellung als Redakteurin bei der Zeitung Die Zeit im Ressort Zeit-Magazin.
1989 nahm sie ihr Studium wieder auf, nun an der Universität Bielefeld. Dort studierte sie bei Jörn Rüsen, Hans-Ulrich Wehler u. a. Ihre Magisterarbeit zum Thema Klimatheorie in der frühen Neuzeit wurde von Jörn Rüsen abgenommen. Teile dieser Arbeit fanden später Eingang in die Bücher Race und Anthropology. 1990 erhielt sie ein Erasmus-Stipendium für die University of Sussex (Brighton). Von 1991 bis 1993 lebte sie in Paris, wo sie ihre Magisterarbeit für die Universität Bielefeld beendete. Von 1993 an war sie Promovendin am Wellcome Trust Centre for the History of Medicine in London, wo sie 1996 mit einer Arbeit über die Entstehung der Rassentheorie anhand der Schriften des Anthropologen und Arztes James Cowles Prichard promoviert wurde.
Der Lebensgefährte von Franziska Augstein war bis 2020 der Journalist Heribert Prantl.

## Journalistische Tätigkeiten

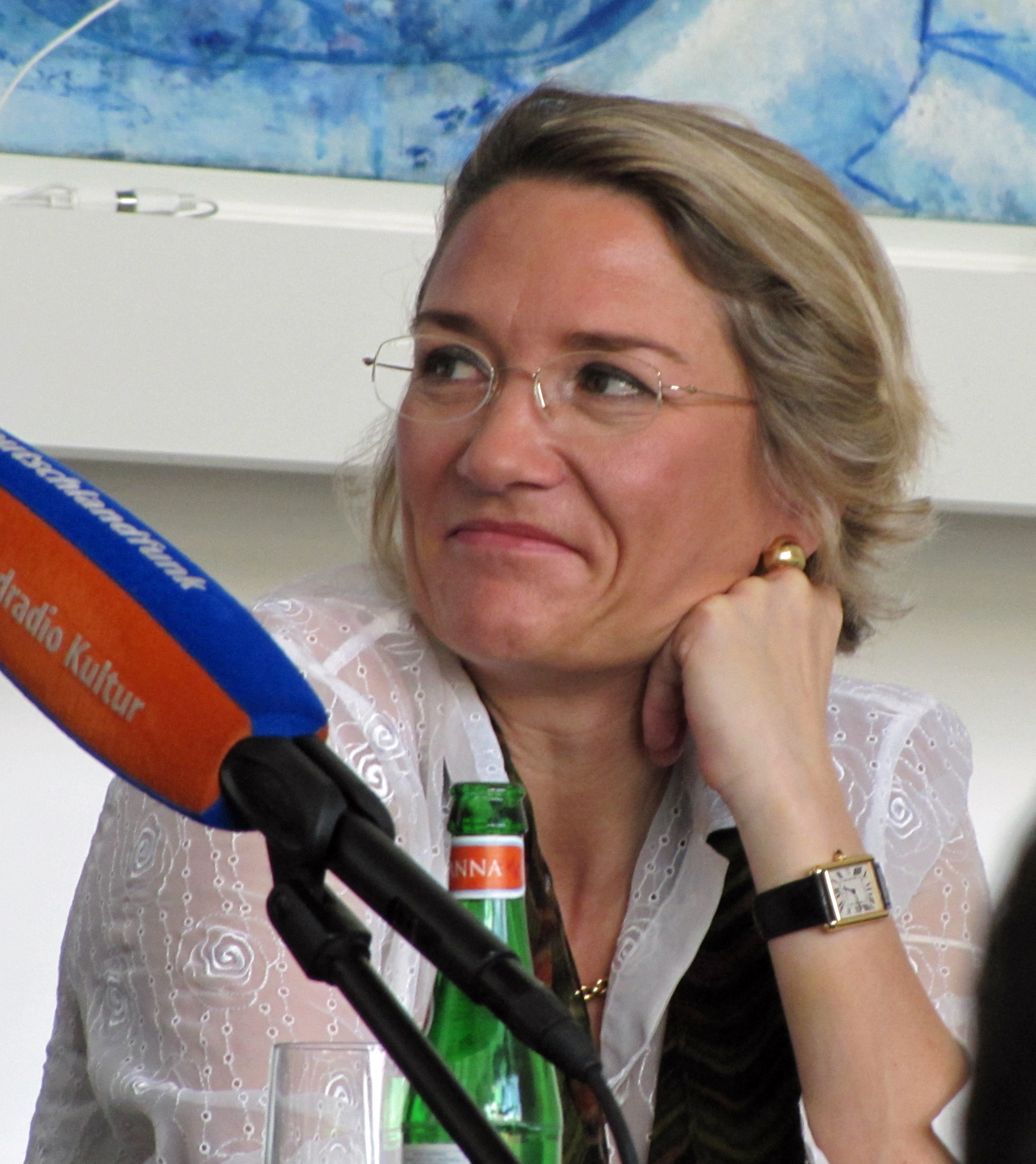
Franziska Augstein, 2012 in Frankfurt am Main

1997 wurde Franziska Augstein Redakteurin im Feuilleton der Frankfurter Allgemeinen Zeitung (Redaktionskürzel „fau“). Von 2000 bis 2001 war sie Kulturkorrespondentin der FAZ in Berlin. Seit 2001 arbeitet sie für die Süddeutsche Zeitung, anfangs fürs Feuilleton, dann im Ressort Innenpolitik, wo sie fünf Jahre lang die Seite „Das Politische Buch“ betreute. Seit 2015 gehört sie der Wirtschaftsredaktion an; dort publiziert sie u. a. ihre Kolumne „Augsteins Welt“.
Auf der „Berliner Zeitungskonferenz“ am 10. November 2005 sorgte eine kritische Stellungnahme Franziska Augsteins über die aktuelle journalistische Qualität des Spiegel für Aufmerksamkeit in der Medienszene. Als Miteigentümerin des Hamburger Nachrichtenmagazins bewertete sie die journalistischen Standards des Blatts als verflacht und warf dem damaligen Chefredakteur Stefan Aust vor, zu sehr auf weiche Themen zu setzen. Ihr Halbbruder und Mitgesellschafter Jakob Augstein widersprach seiner Schwester in einem Interview mit der Süddeutschen Zeitung vom 16. Mai 2006 deutlich: Er habe diese Debatte für falsch gehalten, der Spiegel habe keine Qualitätsmängel und sei nach wie vor „das deutsche Nachrichtenmagazin“. Er lobte ausdrücklich Chefredakteur Aust.
Im Juli 2013 verwendete Franziska Augstein im Feuilleton der Süddeutschen Zeitung eine ursprünglich in der Zeitschrift Der Feinschmecker veröffentlichte Zeichnung Ernst Kahls von einem gehörnten Wesen mit der Bildunterschrift „Israels Feinde halten das Land für einen gefräßigen Moloch“, um zwei Rezensionen israelkritischer Sachbücher zu illustrieren. Kahl äußerte sich „entsetzt“, als er von dem Kontext erfuhr, in dem sein Werk verwendet wurde. Laut Jüdischer Allgemeinen wäre an Illustration wie Text für sich genommen nichts auszusetzen gewesen, zusammen allerdings und in Kombination mit der Bildunterschrift „entstehe der bewusst bösartige Effekt, der an schlimmste, in Konsequenz mörderische antijüdische Hetze erinnert.“ Augstein trage deshalb hierfür die alleinige Verantwortung. Der Chefredakteur der Süddeutschen, Kurt Kister, publizierte im Namen der Zeitung eine Entschuldigung: Die Publikation der Zeichnung „war der missglückte Versuch, mit den Mitteln der Karikatur darzustellen, wie der Staat Israel von seinen Feinden gezeichnet wird. … Wir bedauern sehr, dass wir diesen Fehler gemacht haben“. Während sich die Redaktion der SZ distanzierte und einen Fehler eingestand, verteidigte sich Augstein, räumte aber ein, dass das Bild „zu Missverständnissen geführt hat“ und es im Nachhinein „besser gewesen [wäre], ein anderes zu wählen.“

## Öffentliches Wirken
Einer breiten Öffentlichkeit bekannt wurde Franziska Augstein, als sie bei der Trauerfeier für ihren Vater im November 2002 – abweichend vom Protokoll des Staatsakts – das Wort ergriff und in der Hamburger Hauptkirche St. Michaelis das journalistische Erbe Rudolf Augsteins verteidigte.
Im November 2013 hielt Franziska Augstein eine Laudatio anlässlich der Vergabe des Erich-Maria-Remarque-Friedenspreises in Osnabrück. In ihrer Rede auf die beiden Preisträger, den palästinensischen Diplomaten Abdallah Frangi und den ehemaligen israelischen Botschafter in Deutschland Avi Primor, warb sie für eine Politik des Friedens und der vertrauensvollen Verständigung im Nahen Osten. Von 2014 bis 2016 gehörte Augstein der ersten Jury des Bayerischen Buchpreises an.

## Auszeichnungen
- 1998: Ernst-Robert-Curtius-Förderpreis
- 2000: Theodor-Wolff-Preis in der Kategorie »Essayistischer Journalismus« für ihren Beitrag »Kauere dich, dass du nicht treffbar bist«, in: Frankfurter Allgemeine Zeitung, 3. Juli 1999[8]

## Veröffentlichungen
- Race. The Origins of an Idea, 1760–1850. Thoemmes, Bristol 1996, ISBN 1-85506-454-5.
- Über deutsche Ironiker und englische Ironie. In: Neue Gesellschaft/Frankfurter Hefte. 44, 1997, 6, S. 506–510.
- James Cowles Prichard’s Anthropology. Remaking the Science of Man in Early Nineteenth Century Britain. Rodopi, Amsterdam/Atlanta 1999, ISBN 90-420-0404-5 (Dissertation).
- Wie man aus einem Elefanten eine Mücke macht. Der Untersuchungsausschuß und die CDU-Spendenaffäre. In: Merkur. 55, 2001, S. 375–386.
- Von Treue und Verrat. Jorge Semprún und sein Jahrhundert. Beck, München 2008, ISBN 978-3-406-57768-0.
- Winston Churchill. Biographie. Deutscher Taschenbuch-Verlag, München 2024, ISBN 978-3-423-28410-3.